# Aninoasa (okręg Covasna)
Aninoasa (węg. Egerpatak) – wieś w Rumunii, w okręgu Covasna, w gminie Reci. W 2011 roku liczyła 443 mieszkańców.